# Trader du commerce international de pétrole
Tout comme pour les actions, sur les places boursières du monde entier, il existe des places pour les transactions du pétrole brut et des produits pétroliers : Singapour, Houston, Côtes Ouest (des USA), Caraïbes, Tokyo, Golfe Persique, Rotterdam. Mais les deux plus grandes places pour ces transactions se trouvent, l'une à New York et l'autre à londres.
A New York, c'est le NYMEX (NewYork Mercantile EXchange), et à Londres c'est ICE (IntercontinentalExchange). Les transactions se chiffrent par milliards ou par dizaines de milliards de dollars américains par jour.
C'est pour cette raison que, très souvent, les compagnies pétrolières ont un "Service Trading" qui se présente comme une salle de marché pour la bourse. Dans ce service, un certain nombre de "traders" travaillent (si la compagnie est implantée en Europe) tôt le matin avec les marchés asiatiques, dans la journée avec les marchés européens, et tard le soir avec les marchés américains.
Les transactions se font par Internet interposé ou par téléphone et confirmées par courriel ou par fax. Sur ces marchés, on peut acheter et vendre "spot" ou "à terme". Les transactions « à terme » se font par lot sur des périodes d'1, 2, 3, 6... mois.
Tout comme pour les actions, ce métier demande des nerfs d'acier car les enjeux sont énormes. Évidemment les groupes financiers ainsi que des sociétés indépendantes travaillent également dans cette partie.